# 太原街 (瀋陽)
沈阳市太原街是沈阳的主要商业街区之一 ，与沈阳中街一起为沈阳最繁华的商业街。 其商圈包括中华路，太原北街，太原南街。

## 简介

### 铁道附属地、满洲国时期

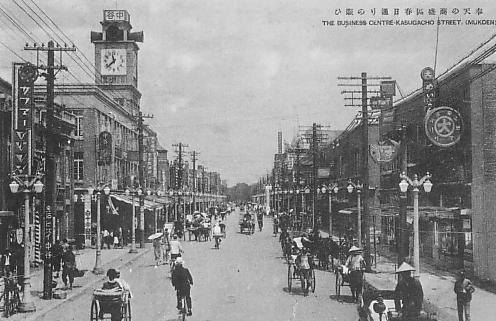
满洲国时代的春日町

清末时太原街所在地区为城郊。1898年，随着沙俄兴建中东铁路的茅古甸站，该地区被租用为铁道附属地。1905年初，日本戰勝俄國，改原俄“铁路附属地”（在今西塔街一带）为满铁附属地。1910年，满铁兴建奉天驿（即今沈阳站）。奉天驿建成后，满铁加速其附属地新市街计划，以奉天驿为中心，向东规划三条干线。1915年前后，站前主要街路完成，位于昭德大街和沈阳大街之间的相对繁华的西四条街被保留并得到扩建。1919年以后昭德大街改为浪速通（今中山路），沈阳大街改为千代田通（今中华路），西四条街改为春日町。
满洲国建立前，春日町的商户中约有一半为日资。满洲国建立后，日本逐渐垄断奉天的市场，中国和英法美等国商户逐步被排挤出春日町。1941年，春日町有商户117家，其中114家为日本商户，中国商户仅存中和茶庄和老精华眼镜店两家。春日町主要的商户有满蒙毛织株式会社百货商店（满毛百货店）、合名会社中谷时计店、几久屋百货店、正金银行、大和屋洋品店、广济堂药店、春日町市场等。

### 战后
二战结束后，沈阳的日式地名被改去，春日町也被改为太原街。
如今的“太原街商业区”主要指以中华路、太原街、中山路为主要框架，形成沈阳现代化气息浓厚的商业中心。
太原商业街是位于沈阳市中心地带的繁华商业区，以大型综合百货商店为主体，以专业商店为补充，是集商业、饮服、文化娱乐为一体的多功能的商业社区。中山路上有秋林公司，太原街上有中兴—沈阳商业大厦、沈阳萃华金店、东北药房、老光明钟表眼镜店、商贸饭店、北京华联、日资伊势丹百货等；中华路上有新世界大酒店、新世界百货、沈阳欧亚联营公司。